# 克尼尔沃思路球场
克尼尔沃思路球场位於英格蘭東部區域貝德福德郡卢顿市中心西面約半英哩的楓樹路（Maple Road），球場名稱的克尼尔沃思路（Kenilworth Road）則在球場的另一邊。在1905年啟用即為卢顿足球俱乐部的主場球場，全座席可容10,102名觀眾。在1980年代比賽草地曾轉用人造草，但在1990代初因足總禁止而停用。2005年為卢顿遷入克尼尔沃思路的百年紀念。
克尼尔沃思路球场四周為民居所包圍，沒有擴建的空間，卢顿前主席大衛·高拿（David Kohler）在1980年代已開始計劃在M1公路10a路口興建新球場，經過多年仍無進展，在2005年因倫敦盧頓機場增建跑道而將建議中的新球場地點納入公共安全管制區內，卢顿董事局正尋找替代地點，暫時對M1公路12路口一幅土地展開初步研究。
球場由5座看台組成：在「克尼尔沃思路看台」（Kenilworth Stand）對面是｢橡樹路看台｣（Oak Road End），其左方是｢主看台｣（Main Stand），右側是｢大衛‧普里斯看台｣（David Preece Stand），兩者對面是一列行政廂房。
2015年3月24日，盧頓對的賽事，球場特別命名為｢UK前列腺癌運動場｣（Prostate Cancer UK Stadium）以提高男士對前列腺癌的關注。